# D. A. Pennebaker
D. A. Pennebaker, all'anagrafe Donn Alan Pennebaker; conosciuto anche con il nomignolo di Penny (Evanston, 15 luglio 1925 – Sag Harbor, 1º agosto 2019), è stato un regista cinematografico statunitense.
È apparso come interprete nel film No Direction Home: Bob Dylan.

## Biografia
Pennebaker, che fu anche produttore e nacque nella cittadina di Evanston, è conosciuto in particolare per un'opera divenuta famosa: il film documentario Dont Look Back, girato sulla tournée che il cantautore Bob Dylan compì nel Regno Unito nella primavera del 1965 (il filmato, girato praticamente in presa diretta, fu poi distribuito due anni dopo, nel 1967).
Il cineasta viene considerato una sorta di pioniere del cosiddetto Direct Cinema (o, alla francese, cinéma vérité).
Fra i suoi soggetti privilegiati figurano la musica pop e la politica, come nel caso di The War Room (del 1993), che racconta la campagna presidenziale USA di Bill Clinton e del suo vice Al Gore. Il film andò in nomination come Oscar al miglior documentario ai Premi Oscar 1994 e fu premiato con il National Board of Review Award al miglior documentario.
Figlio di Lucille Levick (nata Deemer) e di John Paul Pennebaker, fotografo, nei primi anni sessanta, Pennebaker fondò insieme a Richard Leacock e Robert Drew la Drew Associates. Nel 1963 Leacock e Pennebaker lasciarono la società per fondare una propria casa di produzione.
Successivamente il regista e produttore ha lavorato spesso con la moglie Chris Hegedus con cui ha fondato la Pennebaker Hegedus Films, firm produttrice di diversi documentari di interesse ed influenza nel cinema di settore. Indicati convenzionalmente come Pennebaker documentaries, questi film, girati con una semplice cinepresa a spalla, hanno la particolarità di essere girati in presa diretta per restituire un ritratto diretto, semplice ed immediato degli eventi che si vogliono narrare.
L'innegabile senso del ritmo che contraddistingue le sue opere, gli ha consentito di rendere maggiormente fruibili sul piano visivo storiche opere musicali di artisti contemporanei a partire da David Bowie con  Ziggy Stardust and the Spiders from Mars (del 1973) (storico concerto di Bowie per l'addio alle scene del personaggio di Ziggy Stardust), per proseguire con 101 (del 1989) dove la prestazione live dei Depeche Mode è filmata con un dinamismo che la loro configurazione scenica non poteva garantire (stante la posizione di tre su quattro dei membri del gruppo posizionati dietro i loro sintetizzatori).
Parimenti, Pennebaker ha realizzato un documentario sulla figura di John DeLorean (nel 1981), su quella della rock-star Jimi Hendrix (Jimi Hendrix Live, del 1989), un artista che ha spesso filmato sulla scena, ad esempio al Festival di Woodstock (Woodstock Diary, del 1994) e al Monterey Pop Festival, il primo festival del rock (Monterey Pop, girato nel 1968).
Vera e propria parte della storia del rock, la serie dei suoi film, alcuni dei quali destinati alla televisione, comprende anche: Sweet Toronto/Keep On Rockin (1969), con Little Richard, Chuck Berry, Bo Diddley, John Lennon, Yōko Ono, Jerry Lee Lewis,  The Story of Rock & Roll (1991) e The Music Tells You (1992).
Pennebaker è morto il 1º agosto 2019, all'età di 94 anni, nella sua casa di Long Island.

## Filmografia
- Primary (1960)
- Dont Look Back (1967, girato nel 1965, con Bob Dylan)
- Monterey Pop (1968, girato nel 1967)
- Sweet Toronto (1971, girato nel 1969)
- Company (1971)
- Keep On Rockin' (1969, con Little Richard)
- Ziggy Stardust and the Spiders from Mars (1973, con David Bowie)
- Town Bloody Hall (1979)
- DeLorean (1981, con John DeLorean)
- Jimi Plays Monterey (1986, con Jimi Hendrix)
- 101 (1989, con i Depeche Mode)
- Rock N Roll Music (1992, con Chuck Berry)
- The War Room (1993)
- Woodstock Diary (1994)
- Moon over Broadway (1997)
- Down from the Mountain (2000)
- Only the Strong Survive (2002, firmato con la moglie Chris Hegedus, presentato al festival di Cannes 2002 nella sezione Quinzaine des Réalisateurs)
- Elaine Stritch at Liberty (2004, film biografico su Elaine Stritch)
- Rebirth (mai distribuito)
- Eat the Document (mai distribuito, contenente materiale girato nel 1966)
- Only the Strong Survive (2003)
- Al Franken: God Spoke (2006)
- 65 Revisited (2007, documentario inserito nel DVD di Dont Look Back)